# 欧州静止衛星ナビゲーションオーバーレイサービス

地上ネットワークを構成する地上局

欧州静止衛星ナビゲーションオーバーレイサービス（おうしゅうせいしえいせい - 、英語: European Geostationary Navigation Overlay Service(EGNOS)）は欧州宇宙機関と欧州委員会、欧州航空航法安全機構の開発した静止衛星補強型衛星航法システム。これはGPS、GLONASS、Galileoシステムを信号の精度と確実性の情報を報告することで情報の正確性を補遺するシステムである。公式な開始は欧州委員会によって2009年の10月1日に公表された
規格によれば、水平位置精度は7mよりも正確であるとされるが、実際にはより精度が高くメートルレベルの正確性で、3台の静止衛星と多数の地上局のネットワークで構成されている。
システムは最初の運用を2005年7月に開始し、2メートル以内の正確性、99%近い稼働率とすぐれたパフォーマンスを表した。また、2011年3月には生活アプリケーションでの利用の安全性が証明された。商業サービスはテスト中であり、2011年内に利用可能にする予定である。
北アメリカではWAASが、アジアではMSASが類似したサービスとして提供されている。
2005年7月28日、欧州宇宙機関は衛星運用企業の欧州衛星サービスプロバイダーとEGNOSを運営する契約に調印したことを公表した。また、2005年7月にはEGNOSは連続信号を放送しており、7月の終わりにはこのシステムがツール・ド・フランスで競技者の追跡に使われた。
現在はEGNOSのカバーを南アフリカ地域に広げる活動が行われている。
2025年4月、タレス・アレーニア・スペース社はEGNOSの耐用年数を延長する「LIFEX 1」契約を5,100万ユーロで受注した。これにより、2028年以降も運用が継続される予定となる。

## 衛星
WASSと同じく、EGNOSは航空機の利用者むけに計画されており、静止衛星からの直接信号によって高緯度地帯でも安定した受信が行える。地上でのEGNOS利用は、特に都市域において、ヨーロッパが北緯30度以上の位置にあることに由来する静止衛星の相対的な仰角の低さによって限定されている。この傾向は北欧ではさらに大きい。この問題を処理するために、ESAは2002年に地上のユーザーのためのEGNOSの信号を連続的に提供するためのインターネットサービス「SISNeT」発表した。最初の実験用SISNeT受信機はフィンランド測地研究所で制作された。商業SISNeT受信機はSeptentrio社によって開発されている。
| 衛星名、詳細                               | NMEA / PRN          | 位置   |
| ------------------------------------------ | ------------------- | ------ |
| Inmarsat 3-F2 (Atlantic Ocean Region-East) | NMEA #33 / PRN #120 | 15.5°W |
| ARTEMIS                                    | NMEA #37 / PRN #124 | 21.5°E |
| Inmarsat 4-F2 (Europe Middle East Africa)  | NMEA #39 / PRN #126 | 25°E   |
| Inmarsat 3-F1 (Indian Ocean)               | NMEA #44 / PRN #131 | 64.5°E |
| Astra 4B (a.k.a Sirius 5 or SES-5)         | NMEA #49 / PRN #136 | 5.0°E  |
| Astra 5B                                   | NMEA #36 / PRN #123 | 31.5°E |

## 地上局
40以上の地上局がEGNOSネットワーク構築のためにリンクしており、34箇所のRIMS (Ranging and Integrity Monitoring Stations)がアメリカのGPS衛星から信号を受信しており、4箇所のMCC (Mission Control Centers)がデータ加工と微分補正の測定を行い、6箇所のNLES(Navigation Land Earth Stations)で精度と信頼性のデータが3つの静止衛星トランスポンダーに送られ、この情報をエンドユーザーデバイスが受信する。

## 飛行
EGNOSを基礎とした旅客機のための着陸補助システムの開発計画が存在する。